# Erasure
Az Erasure a new wave irányzathoz sorolható brit popegyüttes, amelyet 1985-ben alapítottak Londonban.

## Tagjai
- Vince Clarke (szövegíró, zeneszerző, billentyűs, gitáros)
- Andy Bell (énekes, vokalista)

## Diszkográfia

### Nagylemezek
- Wonderland (1986) #71 UK
- The Circus (1987) #6 UK
- The Innocents (1988) #1 UK
- Wild! (1989) #1 UK
- Chorus (1991) #1 UK
- I Say I Say I Say (1994) #1 UK
- Erasure (1995) #14 UK
- Cowboy (1997) #10 UK
- Loveboat (2000) #45 UK
- Other People’s Songs (2003) #17 UK
- Nightbird (2005) #27 UK
- Union Street (2006) #102 UK
- Light At The End Of The World (2007) #29 UK
- Tomorrow's World (2011) #29 UK
- Snow Globe (2013) #49 UK
- The Violet Flame (2014) #20 UK
- World Be Gone (2017) #6 UK
- World Beyond (2018) #47 UK
- The Neon (2020) #4 UK

### EP-k
- Crackers International (1988) #2 UK
- Abba-esque (1992) #1 UK

### Remix albumok
- Pop! Remixed (2009)

### Koncertalbumok
- The Two Ring Circus (1987)
- The Erasure Show (2005)
- Acoustic Live (2006)
- Live At The Royal Albert Hall (2007)
- Tomorrow's World Tour (Live At The Roundhouse) (2011)
- World Be Live (2018)

### Válogatások
- Pop! The First 20 Hits (1992) #1 UK
- Hits! The Very Best of Erasure (2003) #15 UK
- Total Pop! The First 40 Hits (2009) #21 UK
- Essential (2012)
- Always - The Very Best of Erasure (2015) #9 UK

### VHS
- Live At The Seaside (1987)
- The Innocents Live (1989)
- Wild ! Live (1990)
- Pop! The First 20 Hits (1992)
- The Tank, The Swan & The Balloon (1993)
- Erasure EPK (1996)
- The Tiny Tour (1998)

### DVD
- Sanctuary - The EIS Christmas Concert 2002 (2003)
- Hits! The Videos (2003) #4 UK
- The Tank, The Swan & The Balloon (2004)
- Great Hits Live (Live at Greatwoods) (2005)
- The Erasure Show – Live In Cologne (2005) #16 UK
- On The Road To Nashville (2007) #14 UK
- Live At The Royal Albert Hall (2008) #7 UK